# Eosphaerophoria bifida
Eosphaerophoria bifida är en tvåvingeart som beskrevs av Ximo Mengual 2010. Eosphaerophoria bifida ingår i släktet Eosphaerophoria och familjen blomflugor. Inga underarter finns listade i Catalogue of Life.